# Zendaya: Behind the Scenes
Pour les articles homonymes, voir Detention.
Pour plus de détails, voir Fiche technique et Distribution.
 Zendaya: Behind the Scenes est un documentaire sorti en 2012. Il s'agit d'un documentaire sur le début de la carrière musicale en solo de Zendaya.

## Synopsis
Un documentaire de 30 minutes a été réalisé pour décrire la vie de Zendaya tout au long de son parcours.

## Fiche technique
- Produit par : Alison Foster
- Directeur de la photographie : Omer Ganai
- Langue : Anglais
- Genre : Documentaire
- Durée : 30 minutes
- Aspect ratio : 2.35:1
- Dates de sortie : 15 novembre 2012
- DVD : 15 novembre 2012 États-Unis

## Distribution
- Zendaya
- Bella Thorne
- Justin Bieber
- Kenton Duty
- Roshon Fegan
- Caroline Sunshine
- Carrie Underwood
- Poplyfe
- Adam Irigoyen
- Davis Cleveland

## Bande originale
Bien qu'aucun disque n'ai été édité, on retrouve de nombreuses chansons de Zendaya.
| Interprète              | Titre                          |
| ----------------------- | ------------------------------ |
| Zendaya                 | Swag It Out                    |
| Zendaya ft Bella Thorne | Watch Me                       |
| Zendaya                 | Something To Dance For         |
| Zendaya ft Bella Thorne | Something To Dance For/TTylxox |
| Bella Thorne            | TTylxox                        |